# 拉波特规则
拉波特规则（Laporte rule）是一种仅适用于中心对称分子或原子的光谱选律，可以表述为：相同原子轨道（例如s-s，p-p，d-d或f-f）之间的跃迁是禁阻的。此规则也可表述为：宇称不变或保留相对于反演中心的对称性的跃迁是禁阻的，即跃迁前后电子所在轨道的对称性不能均为对称（g）或均为反对称（u）。此类分子中允许的跃迁必须涉及宇称的变化，即g→u或u→g。
符号g表示相对于反演中心对称，意即：如果分子中的所有原子都关于反演中心进行反转，那么反转后的轨道与反转前完全一样（包括空间取向相同）。符号u意味着轨道相对于反演中心是反对称的，在反演后各处都会改变符号。该规则源于量子力学选律：电子跃迁期间，宇称应反转。
但是，如果分子的对称中心被破坏，则允许进行禁阻跃迁，实际上，在实验中观察到了这种明显禁阻的跃迁。对称中心的破坏由于各种原因而发生，例如姜-泰勒效应和不对称振动。分子并非始终都是完全对称的，由于分子的不对称振动而发生的跃迁称为振动跃迁，例如由非绝热耦合引起的跃迁。通过这样的非对称振动，理论上禁阻的跃迁（例如d→d跃迁）被弱允许了。
该规则以奥托·拉波特的名字命名，与过渡金属的电子光谱有着密切关系。八面体络合物具有对称中心，故根据该规则，d→d跃迁是禁阻的，且实际观察到其吸收非常弱。但是，四面体络合物没有对称中心，因此拉波特规则不适用，光谱吸收较八面体络合物更强。